# 에쓰시 내친왕
에츠시 내친왕(일본어: 悦子内親王 えつしないしんのう[*], 쇼겐 원년 (1259년) - 겐코 2년 2월 10일 (1332년 3월 7일))은 가마쿠라 시대의 황족이다. 고사가 천황의 2황녀이고, 어머니는 사이온지 킨츠네의 딸 키미코 (다이나곤노산미)이다. 여원호는 엔세이몬인 (延政門院)이다.
고안 7년 (1284년) 2월 19일에 내친왕 선하를 받아, 같은 달 28일 준삼궁, 여원 선하를 받았다. 이듬해 8월 24일에 출가하여, 세이쇼치(清浄智)로 칭했지만, 기슈몬인의 법명을 쓴다는 지적이 있었기 때문에, 편소각(遍昭覚)이라 고쳤다. 74세의 나이로 사망했다.
『츠레즈레구사(徒然草)』 62단에 그녀의 어린 시절의 일화가 기록되어 있다.